# Miyawaka (Fukuoka)
Miyawaka (宮若市 Miyawaka-shi?) es una ciudad localizada en Fukuoka, Japón.
A partir de 2007, la ciudad tiene una población de 31.296 y una densidad de 223,56 personas por km². La superficie total es de 139,99 km².
La ciudad fue fundada el 11 de febrero de 2006.

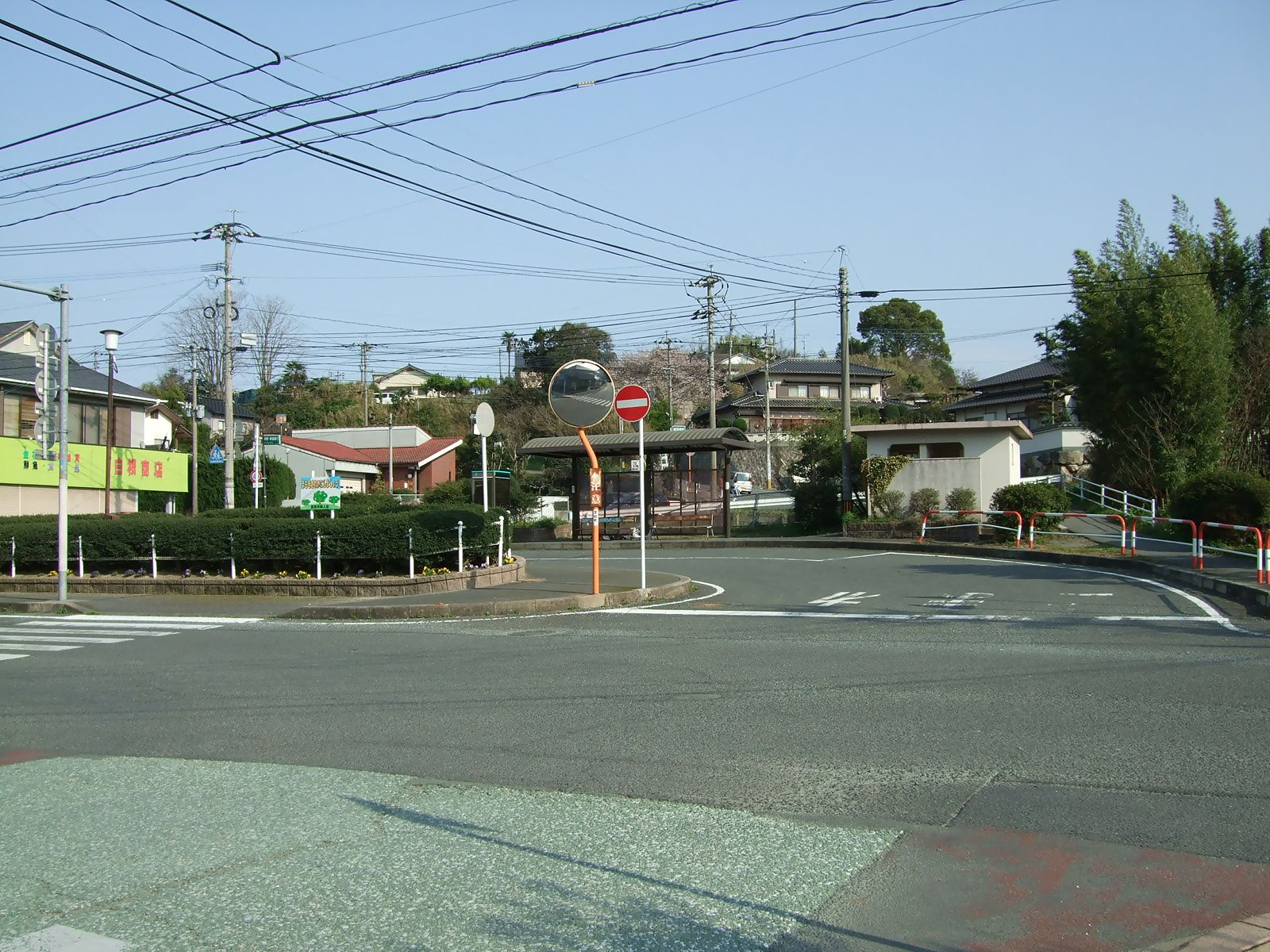
Antigua estación Chikuzen-Miyada.